# 所さんのキャニオン・イヤーズ〜若い頃からバカだった〜
『所さんのキャニオン・イヤーズ〜若い頃からバカだった〜』（ところさんのキャニオン・イヤーズ〜わかいころからバカだった〜）は、2009年2月18日に発売された所ジョージの7枚目のベスト・アルバム。

## 概要
所がキャニオン・レコード時代に発売したLP全7枚が揃って紙ジャケット仕様でCD化されたことに合わせて、オリジナル・アルバムの未収録曲、アルバム収録とは別のアレンジ・別ミックスのシングル曲、1999年に「明石家さんま&所ジョージ」名義で発売した「明石家さんまさんに聞いてみないとネ」収録の2曲も収録した、紙ジャケット仕様の全16曲のベスト・アルバム。レコード・デビューのプレスシートを復刻掲載した4つ折り歌詞カード・解説、キャニオン時代のディスコグラフィを掲載した16Pオールカラー・ブックレット封入。ジャケットは所による描き下ろしのイラストレーション。完全生産限定盤。

## 販促キャンペーン
前述の紙ジャケットCD化されたオリジナル・アルバム7枚と本作に封入されている応募券を8枚全てハガキに貼りレコード会社に送付すると未発表のスタジオ・デモ音源を多数収録したオリジナルCDがプレゼントされた。

## 収録曲
| 全作詞・作曲: 所ジョージ（#2、作詞: 高平哲郎）。 |                                                                           |                                    |                                    |                      |      |
| #                                                | タイトル                                                                  | 作詞                               | 作曲・編曲                         | 編曲                 | 時間 |
| 1.                                               | 「Do Do Do」                                                              | 所ジョージ （#2、作詞: 高平哲郎 ） | 所ジョージ （#2、作詞: 高平哲郎 ） | クニ河内             | 3:09 |
| 2.                                               | 「大きな海のその下で (シングル・ヴァージョン)」                           | 所ジョージ （#2、作詞: 高平哲郎 ） | 所ジョージ （#2、作詞: 高平哲郎 ） | ドゥビードゥーバーズ | 2:12 |
| 3.                                               | 「寿司屋 (シングル・ヴァージョン)」                                       | 所ジョージ （#2、作詞: 高平哲郎 ） | 所ジョージ （#2、作詞: 高平哲郎 ） | 坂崎幸之助           | 2:41 |
| 4.                                               | 「ほんとうにいい気持ち」                                                  | 所ジョージ （#2、作詞: 高平哲郎 ） | 所ジョージ （#2、作詞: 高平哲郎 ） | 佐久間正英           | 3:18 |
| 5.                                               | 「To Love Again」                                                         | 所ジョージ （#2、作詞: 高平哲郎 ） | 所ジョージ （#2、作詞: 高平哲郎 ） | 佐久間正英           | 3:11 |
| 6.                                               | 「ご心配なく」                                                            | 所ジョージ （#2、作詞: 高平哲郎 ） | 所ジョージ （#2、作詞: 高平哲郎 ） | クニ河内             | 3:21 |
| 7.                                               | 「正男という名で小学生〜みんな不良少年だった〜 (シングル・ヴァージョン)」 | 所ジョージ （#2、作詞: 高平哲郎 ） | 所ジョージ （#2、作詞: 高平哲郎 ） | クニ河内             | 2:19 |
| 8.                                               | 「君と二人で (シングル・ヴァージョン)」                                   | 所ジョージ （#2、作詞: 高平哲郎 ） | 所ジョージ （#2、作詞: 高平哲郎 ） | クニ河内             | 3:25 |
| 9.                                               | 「246 Lonely Night (シングル・ミックス・ヴァージョン)」                   | 所ジョージ （#2、作詞: 高平哲郎 ） | 所ジョージ （#2、作詞: 高平哲郎 ） | クニ河内             | 3:54 |
| 10.                                              | 「まったくやる気がございません (シングル・ヴァージョン)」                 | 所ジョージ （#2、作詞: 高平哲郎 ） | 所ジョージ （#2、作詞: 高平哲郎 ） | クニ河内             | 2:33 |
| 11.                                              | 「探知機おけさ (シングル・ミックス・ヴァージョン)」                       | 所ジョージ （#2、作詞: 高平哲郎 ） | 所ジョージ （#2、作詞: 高平哲郎 ） | クニ河内             | 2:08 |
| 12.                                              | 「銀座アンノン娘」                                                        | 所ジョージ （#2、作詞: 高平哲郎 ） | 所ジョージ （#2、作詞: 高平哲郎 ） | クニ河内             | 3:34 |
| 13.                                              | 「ひかえ芽に春」                                                          | 所ジョージ （#2、作詞: 高平哲郎 ） | 所ジョージ （#2、作詞: 高平哲郎 ） | クニ河内             | 4:22 |
| 14.                                              | 「明石家さんまさんに聞いてみないとネ」                                    | 所ジョージ （#2、作詞: 高平哲郎 ） | 所ジョージ （#2、作詞: 高平哲郎 ） | 斎藤ネコ             | 5:09 |
| 15.                                              | 「総合入場行進曲」                                                        | 所ジョージ （#2、作詞: 高平哲郎 ） | 所ジョージ （#2、作詞: 高平哲郎 ） | 斎藤ネコ             | 4:38 |
| 16.                                              | 「春二番 (非売品レコード・ヴァージョン)」                                 | 所ジョージ （#2、作詞: 高平哲郎 ） | 所ジョージ （#2、作詞: 高平哲郎 ） | 葵まさひこ           | 3:21 |
| 合計時間:                                        | 合計時間:                                                                 | 合計時間:                          | 53:15                              |                      |      |

## 曲解説
1. Do Do Do
2. 大きな海のその下で (シングル・ヴァージョン)
  - 「Do Do Do」のB面曲。
3. 寿司屋 (シングル・ヴァージョン)
4. ほんとうにいい気持ち
5. To Love Again
  - 「ほんとうにいい気持ち」B面曲。
6. ご心配なく
  - アルバムには「ご心配なの」と言う別タイトル・別バージョンで収録されている。
7. 正男という名で小学生〜みんな不良少年だった〜 (シングル・ヴァージョン)
8. 君と二人で (シングル・ヴァージョン)
  - 「所ジョージ&真紀ちゃん」名義で発売したシングル。
9. 246 Lonely Night (シングル・ミックス・ヴァージョン)
  - 「君と二人で」のB面曲である。こちらは、所による単独曲である。
10. まったくやる気がございません (シングル・ヴァージョン)
  - アルバムとは冒頭のセリフが異なる。
  - シングルでは「滅多に売れた事のないと言う所ジョージのシングル盤『まったくやる気がございません』キャニオンレコード社歌」と言っている。
11. 探知機おけさ (シングル・ミックス・ヴァージョン)
  - 「まったくやる気がございません」のB面曲
12. 銀座アンノン娘
  - キャニオンレコード在籍最後のシングルで、高峰秀子の「銀座カンカン娘」のパロディ。
13. ひかえ芽に春
  - 「銀座アンノン娘」のB面曲で、後に「僕の犬」でリメイクされる。
14. 明石家さんまさんに聞いてみないとネ
  - 「明石家さんま&所ジョージ」名義のシングルで、ゲストで工藤静香が参加しており、4番をソロで歌っている。
15. 総合入場行進曲
  - 「明石家さんまさんに聞いてみないとネ」のカップリング曲で、『奇跡体験!アンビリバボー』で取り上げたガーナの野球チームの応援歌として作られた楽曲。
16. 春二番 (非売品レコード・ヴァージョン)
  - オリジナルは「寿司屋」のB面曲である。